# Zwartwanggors
De zwartwanggors (Oriturus superciliosus) is een zangvogel uit de familie Emberizidae (gorzen).

## Verspreiding en leefgebied
Deze soort is endemisch in Mexico en telt 2 ondersoorten:
- O. s. palliatus: noordwestelijk en westelijk Mexico.
- O. s. superciliosus: centraal en zuidelijk Mexico.